# Adrián (paroisse civile)
Pour les articles homonymes, voir Adrian.
Adrián est l'une des deux divisions territoriales et statistiques et l'unique paroisse civile de la municipalité de Marcano dans l'État de Nueva Esparta au Venezuela. Sa capitale est Los Millanes.